# Georges Lavaudant
Georges Lavaudant (Grenoble, 1947) è un regista teatrale francese.
Fondatore del Théâtre Partisan nel 1968, dal 1996 dirige l'Odéon. Ha acquisito notevole fama con la rappresentazione del Lorenzaccio di Alfred de Musset (1973).

## Biografia
A metà degli anni '60, ha contribuito a fondare la compagnia teatrale del liceo Emmanuel-Mounier di Grenoble. 
Nel 1968, è entrato a far parte della troupe del Théâtre Partisan, e, dopo aver condiretto il Centre dramatique national des Alpes, dal 1976 al 1981, fu nominato al vertice della Casa della Cultura di Grenoble (Maison de la Culture de Grenoble).
Nel 1986, subentrò a Patrice Chéreau alla guida del Teatro Popolare Nazionale di Villeurbanne, dove rimase al fianco di Roger Planchon (per i dieci anni successivi). allo scadere del contratto, nel marzo del '96, fu chiamato a dirigere il "Teatro dell'Odeon - Teatro dell'Europa", succedendo a Giorgio Strehler e Lluis Pasqual. Dopo due rinnovi, nel dicembre 2006 il Ministro della Cultura francese Renaud Donnedieu de Vabres gli preferì Olivier Py he lo sostituì dal marzo 2007.